# Tata Indica V2
O Indica V2 é um modelo compacto da Tata Motors.